# Capricornis milneedwardsii
El serau chino (Capricornis milneedwardsii) es una especie de mamífero artiodáctilo de la subfamilia Caprinae nativo de China y el Sudeste de Asia. Anteriormente se consideraba parte de la especie Capricornis sumatraensis.

## Subespecies
Se reconocen las siguientes subespecies:
- Capricornis milneedwardsii milneedwardsii
- Capricornis milneedwardsii  maritimus